# 香港電影金像獎終身成就獎
香港電影金像獎終身成就獎（英語：Hong Kong Film Awards Lifetime Achievement Award）是香港電影金像獎現行頒發的非常設獎項，旨在表揚對香港電影發展有卓越貢獻的電影工作者。終身成就獎於1983年創立，但並非每年頒發。
據金像獎評委王家衛於2009年第28屆香港電影金像獎頒發終身成就獎予當屆獎項得主蕭芳芳前的致辭時所指，該獎項之提名須先經金像獎協會屬下專業屬會全票通過，方可決定獲獎者。

## 歷屆獲獎者
註：表示追頒
| 年度 （屆別）     | 獲獎者 | 獲獎身分 | 獲獎時年齡                                                     | 頒獎者                                      | 資料來源      |
| ----------------- | ------ | --- | -------------------------------------------------------------- | ------------------------------------------- | ------------- |
| 1983年 （第2屆）  | 邵逸夫 | 著名影視製作人、娛樂大亨 邵氏兄弟（香港）有限公司創辦人                                                                                         | 75                                                             | 待考                                        | [ 2 ]         |
| 1995年 （第14屆） | 黃曼梨 | 著名影視演員 | 82（由大會代表到居住之老人院頒獎）                             | 周潤發 （蕭芳芳引言）                       | [ 3 ]         |
| 1999年 （第18屆） | 何冠昌 | 著名電影製作人 嘉禾電影公司創辦人 | －（由何冠昌女兒何加兒代領）                                   | 吳思遠                                      | [ 4 ]         |
| 2001年 （第20屆） | 白雪仙 | 著名粵劇表演藝術家 | 72                                                             | 時任政務司司長陳方安生                      | [ 5 ]         |
| 2002年 （第21屆） | 張徹   | 著名導演及編劇 | 79（由大會代表及徒弟到其府上頒獎）                             | 張同祖、錢嘉樂、許鞍華、姜大衞、鄭佩佩      | [ 6 ]         |
| 2008年 （第27屆） | 鄒文懷 | 著名電影製作人 嘉禾電影公司創辦人 | 80                                                             | 時任商務及經濟發展局局長馬時亨              | [ 7 ]         |
| 2009年 （第28屆） | 蕭芳芳 | 著名影視演員 金像影后、柏林影后、金馬影后、影評會影后、亞太影后、金紫荊影后                                                                     | 62                                                             | 王家衛 （周星馳引言）                       | [ 8 ]         |
| 2010年 （第29屆） | 劉家良 | 著名龍虎武師、武打演員及導演 曾獲頒香港電影金像獎最佳動作指導                                                                                   | 75                                                             | 時任商務及經濟發展局局長劉吳惠蘭            | [ 9 ]         |
| 2011年 （第30屆） | 黎筱娉 | 香港第一位女性電影發行工作者 | 63                                                             | 吳思遠                                      | [ 10 ]        |
| 2012年 （第31屆） | 倪匡   | 著名作家及編劇 | 76                                                             | 徐克 （甘國亮引言）                         | [ 11 ]        |
| 2013年 （第32屆） | 吳思遠 | 著名導演及監製 香港電影導演會及香港電影工作者總會永遠榮譽會長                                                                                   | 68                                                             | 鄒文懷                                      | [ 12 ]        |
| 2014年 （第33屆） | 張鑫炎 | 著名導演、監製及剪接 | 78                                                             | 李連杰                                      | [ 13 ]        |
| 2016年 （第35屆） | 李麗華 | 著名電影演員及歌手 曾獲頒台灣金馬獎終身成就獎                                                                                                   | 91（由大會代表到其府上頒獎並由李麗華女兒Maggie Paganucci代領） | 秦沛、姜大衞                                | [ 14 ]        |
| 2017年 （第36屆） | 芳艷芬 | 著名粵劇表演藝術家 | 89（由芳艷芬女兒楊世芳代領）                                   | 成龍 （何嘉麗引言）                         | [ 15 ]        |
| 2018年 （第37屆） | 楚原   | 著名導演及影視演員 曾獲頒香港電影金像獎專業精神獎                                                                                               | 83                                                             | 馮淬帆 （彭秀慧引言）                       | [ 16 ]        |
| 2019年 （第38屆） | 謝賢   | 著名影視演員 曾獲頒香港電影金紫荊獎終身成就獎                                                                                                   | 82                                                             | 林鄭月娥 （彭秀慧引言）                     | [ 17 ] [ 18 ] |
| 2022年 （第40屆） | 許冠文 | 著名影視演員、導演及編劇 曾獲頒香港電影金像獎最佳男主角                                                                                         | 79                                                             | 黃子華 （卓韻芝引言）                       | [ 19 ] [ 20 ] |
| 2023年 （第41屆） | 胡楓   | 著名影視演員 曾獲頒香港電影金紫荊獎終身成就獎                                                                                                   | 91                                                             | 薛家燕 （播放古巨基演唱引言主題曲《修歌》） | [ 21 ] [ 22 ] |
| 2024年 （第42屆） | 洪金寶 | 著名影視演員、武術指導 曾獲頒香港電影金像獎最佳男主角、最佳動作設計、金馬獎最佳動作設計、香港電影導演會年度大獎榮譽大獎、亞洲電影大獎終身成就獎 | 72                                                             | 張艾嘉 （倪秉郎引言）                       | [ 23 ] [ 24 ] |
| 2025年 （第43屆） | 徐克   | 著名導演、編劇、監製 曾獲頒香港電影金像獎最佳導演、香港電影評論學會大獎最佳導演、金馬獎最佳導演、亞洲電影大獎終身成就獎                         | 75                                                             | 林青霞 （鍾雪瑩引言）                       | [ 25 ] [ 26 ] |
| 2025年 （第43屆） | 施南生 | 著名電影製作人 曾獲頒第67屆柏林影展金攝影獎 | 73                                                             | 林青霞 （鍾雪瑩引言）                       | [ 25 ] [ 26 ] |

## 其他金像獎特別榮譽
- 除終身成就獎外，歷屆金像獎頒獎典禮亦有頒發不同特別榮譽如下：
- 註：表示追頒

| 年度 （屆別）     | 榮譽                 | 獲獎者 | 獲獎身分                                                  | 獲獎時年齡                                    | 頒獎者 | 資料來源 |
| ----------------- | -------------------- | ------ | --------------------------------------------------------- | --------------------------------------------- | --- | -------- |
| 1993年 （第12屆） | 特別紀念獎           | 吳楚帆 | 著名演員                                                  | －（由吳楚帆女兒吳珍年代領）                  | 周潤發 | [ 27 ]   |
| 1994年 （第13屆） | 最高致意獎／致敬     | 黎民偉 | 著名電影製作人                                            | －（由黎民偉次子黎錫及女兒黎宣代領）          | 楚原 | [ 28 ]   |
| 1994年 （第13屆） | 最高致意獎／致敬     | 鄒文懷 | 著名電影製作人 嘉禾電影公司創辦人                         | 66                                            | 洪金寶、成龍、元彪 | [ 28 ]   |
| 1994年 （第13屆） | 最高致意獎／致敬     | 李小龍 | 著名動作片演員                                            | －（由李小龍遺孀蓮達·艾米莉及女兒李香凝代領） | 鄒文懷 （周星馳引言） | [ 28 ]   |
| 1995年 （第14屆） | 戲曲電影百年殿堂大獎 | 任劍輝 | 著名粵劇表演藝術家                                        | －（由任劍輝門生龍劍笙代領）                  | 成龍 （馮寶寶引言） | [ 29 ]   |
| 2004年 （第23屆） | 演藝光輝永恆大獎     | 張國榮 | 著名演員                                                  | －（由張國榮生前伴侶唐鶴德代領）              | 曾志偉、梁朝偉、劉德華 | [ 30 ]   |
| 2004年 （第23屆） | 演藝光輝永恆大獎     | 梅艷芳 | 著名演員                                                  | －（由梅艷芳生前時裝及形象設計師劉培基代領）  | 曾志偉、梁朝偉、劉德華 | [ 30 ]   |
| 2005年 （第24屆） | 中國電影世界光輝之星 | 李小龍 | 著名動作片演員                                            | －（由李小龍女兒李香凝代領）                  | 鄒文懷 （周星馳引言） | [ 31 ]   |
| 2007年 （第26屆） | 世紀影壇成就大獎     | 邵逸夫 | 著名影視製作人、娛樂業大亨 邵氏兄弟（香港）有限公司創辦人 | 99（由邵逸夫長子邵維銘代領）                  | 蘇澤光 （陳嘉上、王晶、楚湘雲、陳鴻烈、邵音音、李麗麗、黃岳泰、劉偉強、萬梓良、梁家仁、惠英紅、馬海倫、劉家輝、劉永、姜大衞、岳華、鄭佩佩、狄龍、焦姣、王羽致敬） | [ 32 ]   |

## 資料來源
1. ↑  . 新浪娛樂. 2009-04-20  [2020-12-21]. （原始内容存档于2022-07-20）. （页面存档备份，存于）
2. ↑  . 香港電影金像獎.   [2019-09-17]. （原始内容存档于2020-04-16）. （页面存档备份，存于）
3. ↑  . 香港電影金像獎.   [2019-04-14]. （原始内容存档于2019-12-23）. （页面存档备份，存于）
4. ↑  . 香港電影金像獎.   [2020-12-20]. （原始内容存档于2019-01-30）. （页面存档备份，存于）
5. ↑  . 香港電影金像獎.   [2019-04-14]. （原始内容存档于2019-12-24）. （页面存档备份，存于）
6. ↑  . 香港蘋果日報. 2002-04-21  [2019-04-14]. （原始内容存档于2019-09-01）. （页面存档备份，存于）
7. ↑  . 香港電影金像獎.   [2019-04-14]. （原始内容存档于2019-12-24）. （页面存档备份，存于）
8. ↑  . 香港電影金像獎.   [2019-04-14]. （原始内容存档于2019-12-10）. （页面存档备份，存于）
9. ↑  . 香港電影金像獎.   [2019-04-14]. （原始内容存档于2014-06-08）. （页面存档备份，存于）
10. ↑  . 香港電影金像獎.   [2019-04-14]. （原始内容存档于2016-09-10）. （页面存档备份，存于）
11. ↑  . 香港電影金像獎.   [2019-04-14]. （原始内容存档于2016-09-22）. Archive.today的存檔，存档日期2020-11-07
12. ↑  . 香港電影金像獎.   [2019-04-14]. （原始内容存档于2013-04-16）. （页面存档备份，存于）
13. ↑  . 香港電影金像獎.   [2019-04-14]. （原始内容存档于2016-09-22）. （页面存档备份，存于）
14. ↑  . 香港電影金像獎.   [2019-04-14]. （原始内容存档于2016-10-03）. （页面存档备份，存于）
15. ↑  . 香港電影金像獎.   [2019-04-14]. （原始内容存档于2017-04-15）. （页面存档备份，存于）
16. ↑  . 香港電影金像獎.   [2019-04-14]. （原始内容存档于2018-04-25）. （页面存档备份，存于）
17. ↑  . 明報. 2019-04-03  [2019-04-09]. （原始内容存档于2019-04-03）. （页面存档备份，存于）
18. ↑  . 香港電影金像獎.   [2019-04-14]. （原始内容存档于2019-04-15）. （页面存档备份，存于）
19. ↑  . 頭條日報. 2022-03-25  [2022-03-25].
20. ↑  . 香港電影金像獎.   [2022-07-20]. （原始内容存档于2022-07-19）. （页面存档备份，存于）
21. ↑  . 明報OL. 2023-04-13  [2023-04-13]. （原始内容存档于2023-04-13）. （页面存档备份，存于）
22. ↑  . 香港電影金像獎.   [2023-04-17]. （原始内容存档于2023-04-17）. （页面存档备份，存于）
23. ↑  . 明報OL. 2024-03-28  [2024-03-28].
24. ↑  . 香港電影金像獎.   [2024-03-28]. （原始内容存档于2024-04-17）.
25. ↑  . 明報OL. 2025-04-11  [2025-04-11].
26. ↑  . 香港電影金像獎.   [2025-04-27]. （原始内容存档于2025-04-27）.
27. ↑  . 香港電影金像獎.   [2020-12-20]. （原始内容存档于2019-12-24）. （页面存档备份，存于）
28. ↑  . 香港電影金像獎.   [2020-12-20]. （原始内容存档于2019-12-24）. （页面存档备份，存于）
29. ↑  . 香港電影金像獎.   [2020-12-20]. （原始内容存档于2019-12-23）. （页面存档备份，存于）
30. ↑  . 香港電影金像獎.   [2020-12-20]. （原始内容存档于2019-12-24）. （页面存档备份，存于）
31. ↑  . 香港電影金像獎.   [2020-12-20]. （原始内容存档于2012-06-01）. （页面存档备份，存于）
32. ↑  . 香港電影金像獎.   [2020-12-20]. （原始内容存档于2019-12-19）. （页面存档备份，存于）

## 外部連結
- 香港電影金像獎官方網站 （页面存档备份，存于）